# Cystobasidium hypogymniicola
Cystobasidium hypogymniicola är en lavart som beskrevs av Diederich & Ahti 1996. Cystobasidium hypogymniicola ingår i släktet Cystobasidium och familjen Cystobasidiaceae.   Inga underarter finns listade i Catalogue of Life.